# Сулейман Абудіяб
Сулейман Абудіяб (Арабська : سُلَيمان أبو دياب) це сирійський дипломат, політичний оглядач, журналіст, автор багатьох  літературних оповідань, директор новин, ведучий політичних дискусій. Тимчасовий Повірений у справах Сирії в Україні.

## Біографія
Народився 22 грудня 1950 року в селі Хусейн Аль-Бахр у сирійському регіоні Тартус. У 1970-1976 роках навчався та закінчив факультет журналістики Ленінградського державного університету. У 1995 році захистив дисертацію з політики та новітньої історії в Московській академії сходознавства. 
З 1980 по 1989 рік був директором з питань інформації на Національному радіо і телебаченні Дамаску. З 1989 по 1994 рік був призначений директором московського офісу сирійського інформаційного агентства «Сана». З 1995 по 2003 рік був директором новин на радіо і телебаченні в Дамаску.
У 2004 році вступив на дипломатичну службу до Міністерства закордонних справ Сирійської Арабської Республіки. З 2005 по 2011 рік був тимчасово повіреним у справах Сирійської Арабської Республіки в Києві. А потім у Белграді.